# ENOC
ENOC (acronyme d'Emirates National Oil Company ; en arabe : شركة بترول الإمارات الوطنية) est l'entreprise spécialisée dans l'énergie de Dubaï et une compagnie pétrolière nationale des Émirats arabes unis.

## Activités
L'ENOC opère à Dubaï, où elle est notamment propriétaire de la raffinerie de Jebel Ali et sur les émirats du Nord mais pas sur l'émirat d'Abou Dabi qui dispose de sa propre compagnie, l'ADNOC.
En juin 2009, ENOC entre en négociation pour racheter la société Dragon oil, à un premium jugé modeste avec pour objectif de renforcer sa position au Turkménistan. Les actionnaires de Dragon oil refusent et l'opération échoue.